# Rybotycze
Rybotycze – wieś (dawniej miasto) w Polsce, położona w województwie podkarpackim, w powiecie przemyskim, w gminie Fredropol.
Rybotycze uzyskały lokację miejską przed 1494 rokiem, zdegradowane w 1918 roku.
Do 1954 roku miejscowość była siedzibą gminy Rybotycze. W latach 1975–1998 miejscowość położona była w województwie przemyskim.
Administracyjnie wieś jest sołectwem razem z Kopysnem i Posadą Rybotycką.

## Położenie
Miejscowość leży w dolinie Wiaru, na terenie Parku Krajobrazowego Pogórza Przemyskiego.

## Integralne części wsi
| SIMC    | Nazwa        | Rodzaj    |
| ------- | ------------ | --------- |
| 0602561 | Brzózka      | część wsi |
| 0602578 | Polska Ulica | część wsi |
| 0602584 | Wał          | część wsi |
| 0602590 | Zamost       | część wsi |
| 0602609 | Zapotok      | część wsi |

## Historia

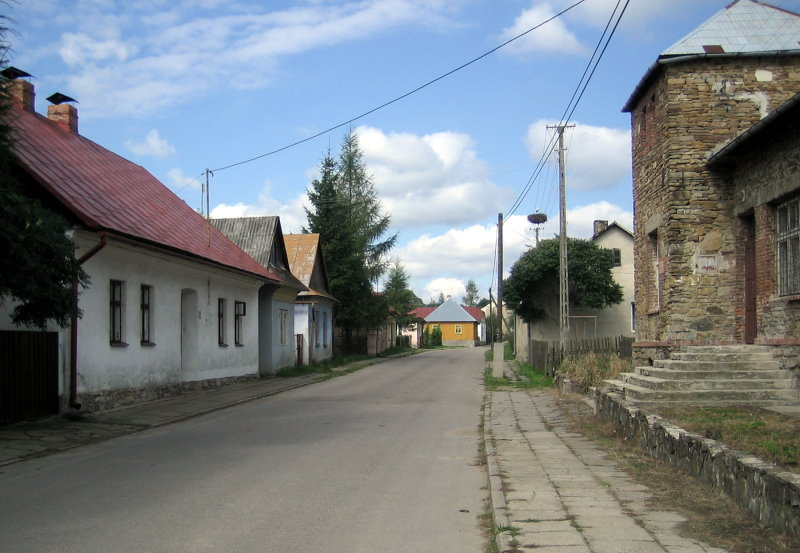
Rybotycze – zabudowa

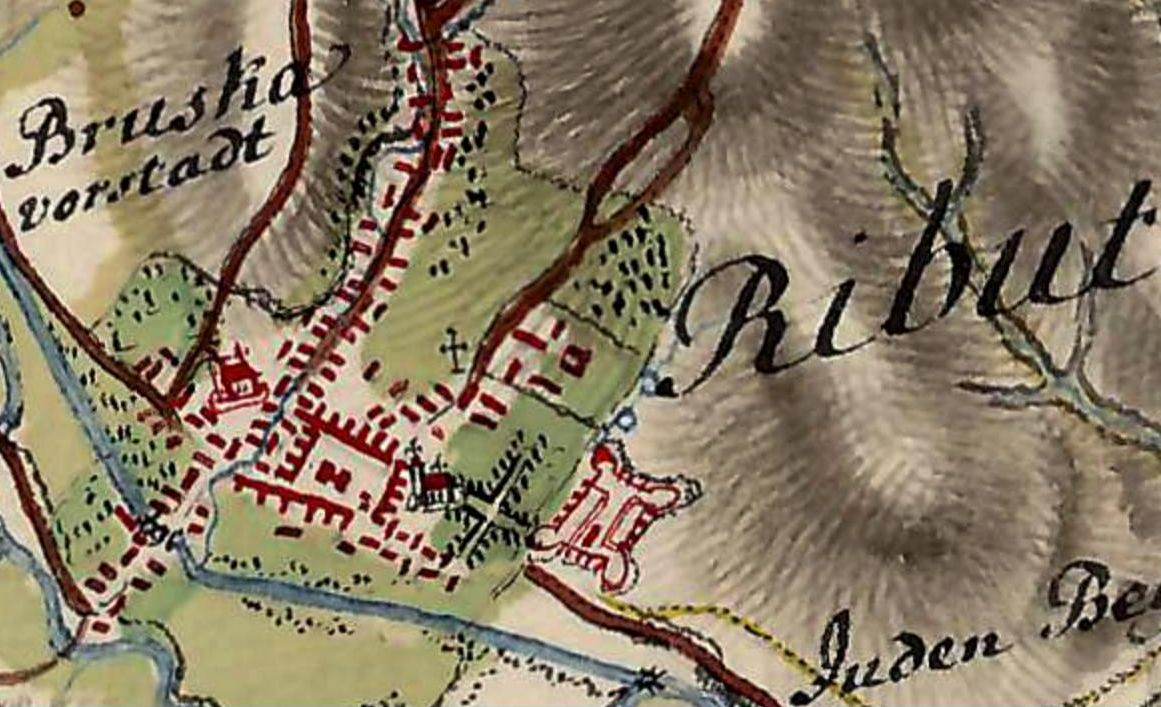
Rybotycze i zamek - plan z 1779

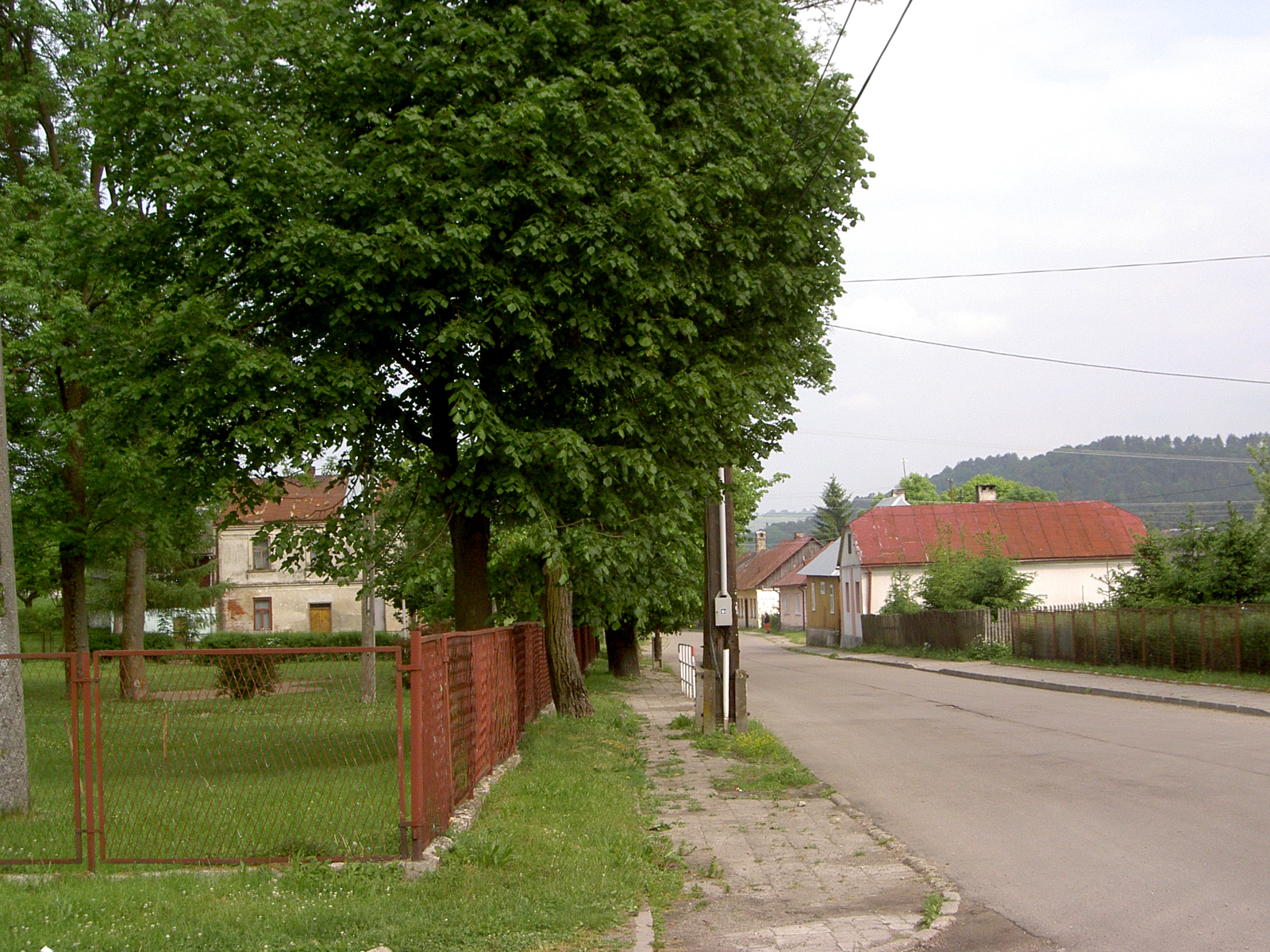
Rybotycki rynek

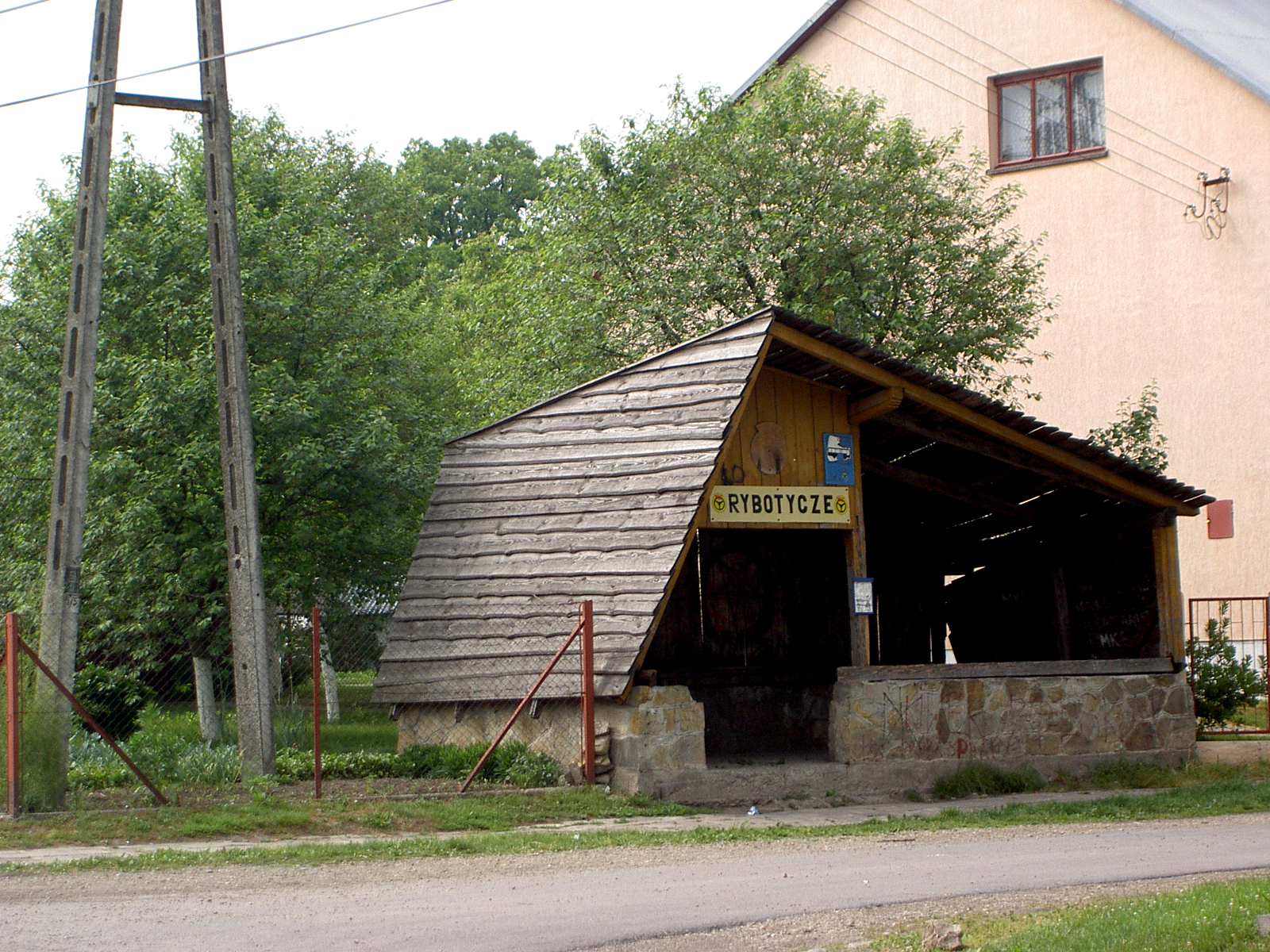
Przystanek autobusowy

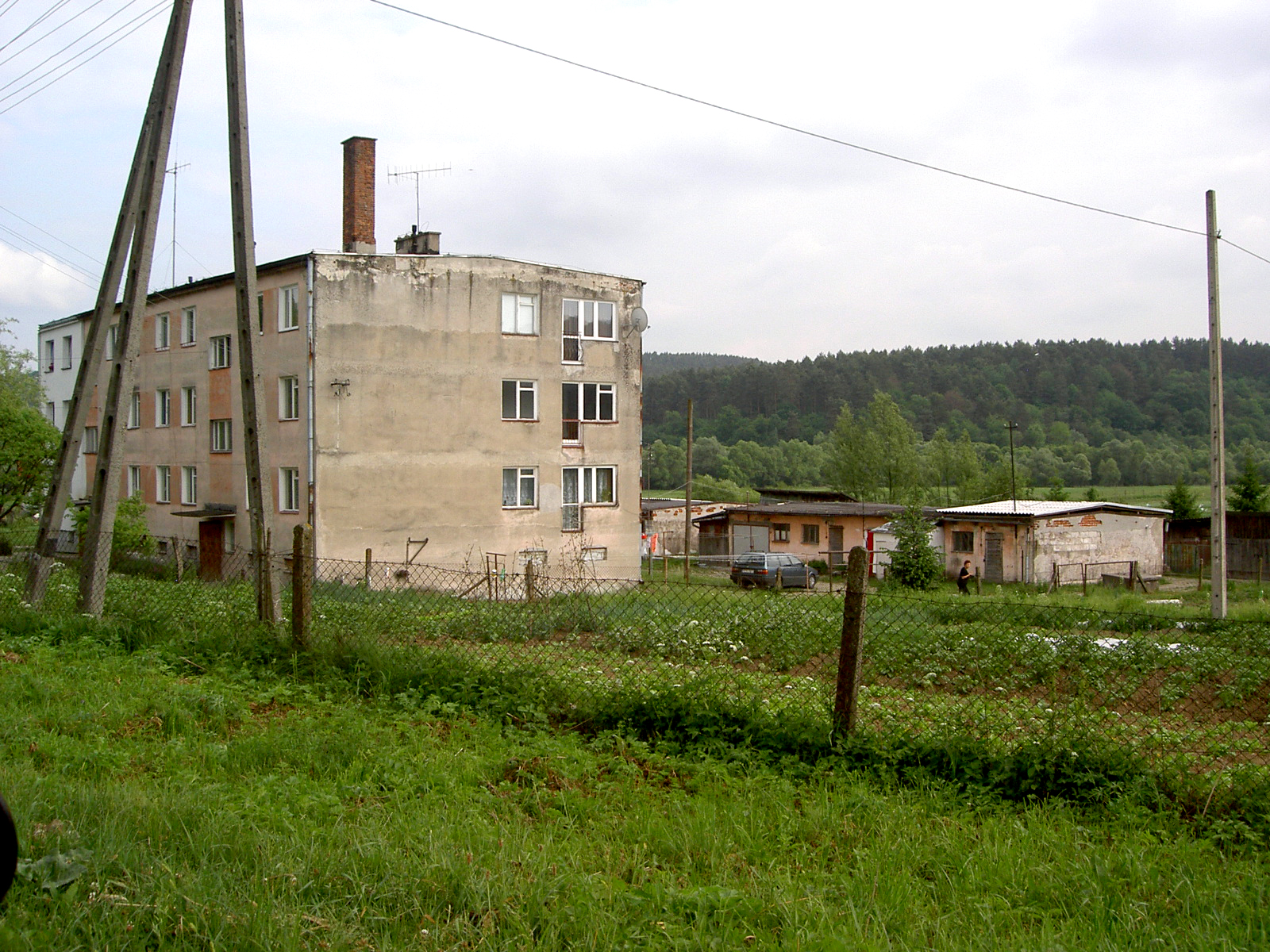
Dawny PGR

W 1367 roku górne dorzecze Wiaru, otrzymał od Kazimierza Wielkiego Stanisław Węgrzyn herbu Sas. Obszar ten był słabo zasiedlony, oprócz Rybotycz istniały tylko dwie wsi pochodzące z czasów panowania książąt ruskich: Huwniki i Sierakośce oraz trzy osady przyklasztorne: Siemionów, Honoffry i Trójca. Od nazwy miejscowości pierwsi właściciele przyjęli nazwisko Rybotyccy. Do bardzo wczesnych nadań należą nadania ziemi podkarpackiej rycerskim rodom szczycącym się herbem Sas. Pierwsi z nich otrzymują od króla Kazimierza Wielkiego w r. 1359, przywilej na Rybotycze w ziemi przemyskiej. Od tych Rybotyckich idą rodziny Brześciańskich, Buchowskich, Hubickich, Wołosieckich i Biskowieckich. Po nadaniu Rybotyczom przez Kazimierza Jagiellończyka praw miejskich, Rybotyccy sprowadzają do miasta polskich osadników, a w okolicy zakładają kilkanaście nowych wsi.
Od XVI w. klucz rybotycki przechodził kolejno w ręce Kormanickich, Drohojowskich, Stadnickich, Ossolińskich, Lubomirskich, Radziwiłłów, a w końcu Tyszkowskich. Paweł Tyszkowski na pocz. XX w. zapisał dobra rybotyckie Polskiej Akademii Umiejętności w Krakowie.
W 1605 roku, po śmierci starosty przemyskiego – referendarza wielkiego koronnego Jana Tomasza Drohojowskiego zamek w Rybotyczach najechał Jan Krasicki, a po nim Marcin Stadnicki oblegał zamkniętą w nim żonę Drohojowskiego. Z braku żywności poddano zamek, a najeźdźca przywłaszczył całe jego wyposażenie. W zamku potem przebywał Stanisław Stadnicki zwany Diabłem Łańcuckim, po swojej ucieczce ze zdobytego przez Łukasza Opalińskiego Łańcuta (1609). W 1617 roku syn Jana Tomasza Drohojowskiego, Mikołaj Marcin Drohojowski większą część swych dziedzicznych majętności, tj. miasteczko Rybotycze z przyległościami i zamkiem, oraz okoliczne wsie: sprzedał Mikołajowi Wolskiemu – marszałkowi koronnemu.
Mikołaj Ossoliński po ślubie z Anną Korniakt (córką Konstantego Korniakta, najbogatszego kupca lwowskiego pochodzącego z Krety i Elżbiety Halszki z Ossolińskich i wnuczką Zbigniewa Ossolińskiego wojewody sandomierskiego), wchodzi w posiadanie większych majątków ziemskich w przemyskim, skąd pochodzili Korniakowie. Żona wniosła mu w wianie klucz Rybotycze z zamkiem koło Przemyśla, oraz dobra Hussaków i Miźnicz.
Rybotycze stały się główną rezydencją Mikołaja Ossolińskiego (1599-1663), (trzeciego z synów Prokopa Ossolińskiego starosty radoszyckiego, knyszyńskiego, elektora z woj. sandomierskiego i krakowskiego).
Z Rybotycz dokonywał on łupieżczych wypraw na całą okolicę. Około 1638 roku Mikołaj Ossoliński utrzymywał tu regularne wojsko z wybieranych z chłopów pochodzących z okolicznych wsi. Po śmierci w 1648 r. żony, ożenił się (w 1650 r.), z Katarzyną Starołęską, i wziął spory posag. Z pierwszego małżeństwa miał syna Jerzego Ossolińskiego, a z drugiego po Katarzynie Starołęskiej, córki; Annę wydaną za Zygmunta Mniszcha, a po jego śmierci za Stanisława Baranowskiego i Katarzynę wydaną za Ferdynanda Przerębskiego.
Jerzy Ossoliński (s. Mikołaja), zachował przy sobie klucze Rybotycze i Miśnicz. Z małżeństwa zawartego w 1658 r. z Aleksandrą Bełżecką miał córkę Annę (ur. 1660) wydaną za Rafała Wężyckiego i synów; Antoniego (ur. 1662) spadkobiercę Rybotycz i Aleksandra (ur. 1665).
Rybotycze potem były we władaniu Lubomirskich, Radziwiłłów, a w końcu Tyszkowskich.
W XVII w. na wschód od miasta działała papiernia i huta szkła, a na Wiarze były trzy młyny. W miasteczku prowadziło działalność wielu cenionych rzemieślników, najbardziej znani byli tutejsi szewcy. W wydanym w 1786 r. dziełku pt. „Geografia (...) Galicyi i Lodomeryi” autorstwa hr. Ewarysta Andrzeja Kuropatnickiego podano: Rybotycze. Wielością szewców prostych miasteczko głośne.
Podczas zaboru austriackiego przez pewien czas jako miasto wchodziło w skład obwodu sanockiego.
W II Rzeczypospolitej wieś położona powiecie dobromilskim województwa lwowskiego. Od 1944 r. działała tutaj polska samoobrona, przez co nie było bezpośredniego ataku na polskie gospodarstwa. Jednak w latach 1944–1946 nacjonaliści ukraińscy z OUN-UPA zamordowali tutaj 20 Polaków oraz spalili budynek urzędu gminy i posterunek MO.

## Demografia
- w roku 1785 w miasteczku było 258 Żydów, 635 grekokatolików i 302 rzymskich katolików
- w 1824 mieszkało 235 Żydów
- 1840 – 1123 grekokatolików
- 1859 – 780 grekokatolików
- 1879 – 804 grekokatolików
- 1899 – 875 grekokatolików
- w 1900 mieszkało 446 Żydów
- w 1921 Rybotyczach było 228 domów i 1262 mieszkańców (z tego 774 grekokatolików, 174 rzymskich katolików i 314 Żydów)
- 1926 – 990 grekokatolików
- 1938 – 920 grekokatolików, 216 rzymskich katolików, 239 żydów, 3 protestantów
- w roku 1939 mieszkało 480 Żydów
  - (brak danych statystycznych o innych mieszkańcach, do uzupełnienia)

## Wyznania

### Katolicy obrządku wschodniego
Murowana cerkiew, obecnie nieistniejąca, została zbudowana w 1775 roku, a odnowiona w 1923 roku. Parafia greckokatolicka w miejscu, należała do dekanatu dobromilskiego. Do parafii należały również cerkwie filialne w Kopyśnie i Posadzie Rybotyckiej.

### Wyznawcy judaizmu
W roku 1785 mieli już własną gminę wyznaniową, a pod koniec XIX wieku murowaną synagogę, dom modlitewny, cheder, szkołę. Do kahału należeli mieszkańcy pobliskiej Wojtkowej. Na początku XIX w. rabinem rybotyckim był Cwi Elimelech Szapiro założyciel dynastii cadyków dynowskich po nim:
- Eleazer Szapiro syn Elimelecha, późniejszy cadyk w Łańcucie
- Samuel Szapiro (1831-1893),
- Józef Beniamin Reich (1834-1914),
- Cwi Elimelech Szapiro, późniejszy cadyk w Błażowej,
- Jozue Elimelech, cadyk i rabin,
- Mendel Maroles.

Cmentarz żydowski położony jest 300 m za Rybotyczami, na wzgórzu, przy drodze do Makowej, na cmentarzysku zachowało się 200 nagrobków.

### Szkoła rybotycka
Rybotycze były lokalnym ośrodkiem malowania ikon, zapoczątkowanym przez mnichów z monasteru w Posadzie Rybotyckiej, którzy przywieźli ze sobą podlinniki (zbiory zasad malowania ikon) i wzorniki do odrysowania konturów postaci (grafije). Pierwsza pisana wzmianka o Prokopie Popowiczu z Dubrawki, który malował w Rybotyczach ilustracje do ewangelii pochodzi z 1589.
Ikony polskie zaliczane są przez historyków sztuki do tzw. szkoły halickiej. Dzieła tej szkoły można podzielić na trzy grupy:
- Ikony wielkiej klasy; cechuje je piękny rysunek, kompozycja, harmonia barw.
- Ikony cechowe; powstawały głównie w dużych miastach z organizacjami cechowymi. Zachowywały dobry rysunek i dobór kolorów, można w nich odnaleźć cechy ludowe.
- Ikony ludowe; wykonane przez samouków, charakteryzują się prostą kompozycją i kontrastowym zestawieniem kolorów. W religijne kanony wplecione są realia z życia lokalnej społeczności.

Do tej trzeciej grupy zaliczyć można ikony malowane w Rybotyczach. Historycy sztuki mówią o tych pracach jako o „szkole rybotyckiej”. Charakterystyczną jej cechą jest wtrącenie do surowych kanonów sztuki bizantyjskiej elementów miejscowej sztuki ludowej. Masowo produkowane, tanie ikony sprzedawane były na jarmarkach na potrzeby miejscowej ludności. Najwięcej prac pochodzi z okresu od połowy XVII w. do początków XVIII w. Ikony tutejszych majstrów odnaleźć można w cerkwiach na terenie całych niemal Karpat, oprócz Polski i Ukrainy także na Słowacja i w Rumunii. Wiele z nich znajduje się dziś muzeach w Sanoku, Przemyślu, Krakowie, Łańcucie i Lwowie. Nieliczne pozostały „na swoim miejscu”, czyli we wnętrzach zabytkowych cerkiewek.

## Zabytki
- Zabudowa małomiasteczkowa: kilkadziesiąt drewnianych i murowanych domów z poł. XIX i pocz. XX w.
- Murowany kościół parafialny, wystawiony w 1868 z inicjatywy Tyszowskich, z wykorzystaniem kamieni pochodzących z rozbiórki zamku.
- Budynek dawnej plebanii greckokatolickiej, stojący niegdyś przy cerkwi z 1775, rozebranej w latach 60. XX w.
- Cmentarz greckokatolicki na północno-zachodnim krańcu miejscowości.
- Cmentarz rzymskokatolicki z murowaną kaplicą na krańcu południowo-wschodnim.
- Cmentarz żydowski z zachowanymi ok. 200 nagrobkami z piaskowca i betonu, ok. pół kilometra od wsi, na skarpie nad szosą w stronę Huwnik.
- Resztki muru z bastejowego zamku, zbudowanego przez rodzinę Kormanickich w końcu XVI w.

Do rejestru zabytków nieruchomych wpisane są obiekty:
- kościół par. pw. św. Tomasza, 1868, nr rej.: A-263 z 28.02.2008
  - dzwonnica, jw
  - mur ogrodzeniowy, jw.
- cmentarz rzym.-kat., k. XIX, nr rej.: A-368 z 6.09.1990
- cmentarz greko-kat., pocz. XX, nr rej.: A-369 z 10.09.1990

## Osoby związane z Rybotyczami
- Mychajło Chronowiat – ukraiński działacz polityczny i społeczny, inżynier agronom
- Jan Lewiarz – prawosławny duchowny, organizator struktur Kościoła prawosławnego na ziemiach, dokąd przesiedlono Ukraińców w ramach Akcji „Wisła”
- Waszko z Rybotycz – sędzia przemyski w poł. XV w. rozgraniczający dobra Henryka Kamienieckiego od posiadłości biskupów przemyskich